# Dekanat moskworiecki
Dekanat moskworiecki – jeden z dekanatów eparchii moskiewskiej miejskiej Rosyjskiego Kościoła Prawosławnego, podlegający dodatkowo wikariatowi centralnemu eparchii. W jego strukturach działają 32 cerkwie, w tym cztery szpitalne i dwie o podwójnym podporządkowaniu – świątynia oficjalnego przedstawicielstwa Kościoła Prawosławnego w Ameryce oraz placówka filialna Monasteru Sołowieckiego. Świątynie obsługuje 138 kapłanów.

## Cerkwie w dekanacie[2]
- Cerkiew Ikony Matki Bożej „Poszukiwanie Zaginionych”
- Cerkiew Ikony Matki Bożej „Wszystkich Strapionych Radość”
- Cerkiew Iwerskiej Ikony Matki Bożej
- Cerkiew św. Jana Rycerza
- Cerkiew św. Jerzego – przedstawicielstwo Monasteru Sołowieckiego
- Cerkiew św. Katarzyny – przedstawicielstwo Kościoła Prawosławnego w Ameryce
- Cerkiew św. Klemensa
- Cerkiew Mądrości Bożej

na dzwonnicy – cerkiew Ikony Matki Bożej „Poszukiwanie Zaginionych”
- Cerkiew Świętych Flora i Ławra
- Cerkiew św. Grzegorza Cudotwórcy
- Cerkiew św. Marona Pustelnika
- Cerkiew Świętych Michała i Teodora Czernihowskich
- Cerkiew św. Michała Archanioła
- Cerkiew św. Mikołaja
- Cerkiew św. Mikołaja
- Cerkiew św. Mikołaja
- Cerkiew św. Mikołaja
- Cerkiew św. Mikołaja
- Cerkiew Przemienienia Pańskiego
- Cerkiew Ścięcia Głowy św. Jana Chrzciciela
- Cerkiew Trójcy Świętej
- Cerkiew Trójcy Świętej
- Cerkiew Wniebowstąpienia Pańskiego
- Cerkiew Zaśnięcia Matki Bożej
- Cerkiew Zmartwychwstania Pańskiego
- Kaplica Kazańskiej Ikony Matki Bożej w Moskwie

Ponadto w strukturze dekanatu działają cerkwie szpitalne przy I Miejskim Szpitalu Klinicznym im. N. Pirogowa, noszące wezwania Dymitra Carewicza, św. Elżbiety, ikony Matki Bożej „Znak” oraz cerkiew ikony Matki Bożej „Miłująca” przy dziecięcym szpitalu klinicznym im. Morozowa.